# Lemnaphila lilloana
Lemnaphila lilloana är en tvåvingeart som beskrevs av Mercedes Lizarralde de Grosso 1978.
Lemnaphila lilloana ingår i släktet Lemnaphila och familjen vattenflugor. Inga underarter finns listade i Catalogue of Life.